# Hugues Lethierry
Hugues Lethierry, né le 29 janvier 1943 à Paris, est un essayiste, pédagogue et philosophe social français. Il a travaillé sur l'humour et notamment sur Diogène de Sinope et le cynisme, Vladimir Jankélévitch, Henri Lefebvre.

## Biographie
Hugues Lethierry effectue ses études secondaires à Paris au lycée Carnot. Il participe au mouvement de la Jeunesse étudiante chrétienne. Il est admis au lycée Condorcet puis au lycée Lakanal pour des classes préparatoires littéraires.

### À la Sorbonne, puis enseignant
Il commence des études universitaires de philosophie à la Sorbonne et à l’université de Nanterre où il s'est inscrit à un D.E.S avec Lefebvre, faisant connaissance ainsi avec sa secrétaire de l'époque Charlotte Delbo. Plus tard, il connaîtra à Nancy l'économiste Bernard Friot.[réf. nécessaire]
Il a enseigné la philosophie et les lettres en France.

### Coopérant en Algérie
Il sera, pendant trois années, de 1968 a 1971 coopérant militaire puis civil en Algérie[source insuffisante] où il enseigne, en français, des textes d'auteurs algériens comme Mohammed Dib, Kateb Yacine et Mouloud Feraoun ainsi que des traductions notamment de Ibn Khaldoun ou d'Al-Ghazâlî, d'Al-Fârâbî, d'Ibn Sina ou d'Ibn Rochd, Al-Kindi, Ibn Arabi dans la ville d' Oran d'abord, au lycée Ibn Badis. Il rencontre alors le futur historien de la guerre d'Algérie : Omar Carlier. [réf. nécessaire]Et aussi à El Hayat ainsi qu'à Mascara (Algérie) où il rencontrera André Gabastou (le traducteur) et surtout le poète Jean Sénac ou encore Louis Weber, actuel directeur des éditions du Croquant et ancien président de l'Institut F.S.U.[réf. nécessaire]

### Candidat en 1977
Plus tard, Hugues Lethierry sera en relation avec la revue de Bernard Vargaftig. Il a côtoyé des mouvements pédagogiques comme le Groupe français d'éducation nouvelle (GFEN) et anime parfois des ateliers d’écriture. Il a été candidat contre son ministre de l’Éducation de l’époque, René Haby, pour la mairie de Lunéville, aux élections municipales françaises de 1977. Cela engendra encore, 14 ans plus tard quelques difficultés à son encontre comme l'interdiction d'une exposition sur de Gaulle, préalablement acceptée par la direction avant la survenue de la guerre du Golfe.

### Qualifié M.C, en IUFM
Il a soutenu sa thèse à Paris 8 en 1986 (le jury a été sous la présidence de George Vigarello, (sa réédition se fera Suisse chez Delval), il sera plusieurs fois qualifié de maitre de conférence par la section de sciences de l'éducation du conseil national des universités. [réf. nécessaire]Il a enseigné à l'institut universitaire de formation des maîtres de Lyon I où il a côtoyé Michelle Zancarini-Fournel et travaillé sous la direction de Philippe Meirieu. Il a participé aux universités populaires à Lyon (avec les cours de Philippe Corcuff, de Sophie Wahnich en particulier. Il revient à la philosophie qui avait été un moment écartée dans ses travaux antérieurs. Il est invité à ce titre à Varsovie pour présenter à l'école des beaux arts son premier livre sur Henri Lefebvre en 2010, à Santiago en Espagne, à l'université de lettres, en 2006, pour traiter de la question de l'humour dans le FLE, et à Sion, en Suisse, en 2015, pour parler de la Philosophie de l'humour à la haute école de pédagogie.

### Directeur de collection
Il lance en 2015, aux éditions du Petit Pavé, une nouvelle collection intitulée Les Philousophes. La collection a pour but d'élargir le public des ouvrages de philosophie, en faisant appel à l'humour en particulier.   Il écrit également des articles estivaux sur le Festival d'Avignon dans le quotidien La Marseillaise[réf. souhaitée]. Un scénario d’A. Duprat, inspiré de son livre sur Hipparchia, a été reproduit à la fin de l’ouvrage Du Cynisme, accompagné de photographies prises à Avignon par C. Stepanof et A. Lejour[réf. souhaitée].

### L'«espace des possibles»
Le lieu de « vacances apprenantes » appelé l'« espace des possibles », créé en 1977 par une équipe autour d'Yves Donnars, constitue le sujet de plusieurs ouvrages récents d’Hugues Lethierry.
Parmi ceux-ci :
- Déconfiner la philo, qui s’interroge sur la philosophie de et à l’« espace des possibles » ;
- Picasso si !, consacré au travail mené dans ce même lieu autour du peintre catalan.

D’autres livres sont liés à des ateliers animés naguère dans ce cadre, comme par exemple Écrire la correspondance.

## Recherches: histoires

### Éducation nouvelle
Il s'intéresse dans sa Thèse à l'éducation nouvelle.

### Formation des enseignants
Viendra « Feu les écoles normales ». Il s'agit d'un sujet qui ne peut être épuisé, ainsi que l'ont l'ont noté des observateurs comme Andre Robert écrivant dans la Revue française de pédagogie (no 114, 1er trimestre 1996).[réf. nécessaire]
C'est dans le cadre actuel que l’auteur tente de sortir de l’« esprit de sérieux » moqué par son maître Vladimir Jankélévitch, qui en a naguère montré les limites.[réf. nécessaire]
C'est au XXIe siècle que se situent ses dernières analyses, soucieuses de populariser la philosophie, en recourant notamment à l'actualité dans son pamphlet qui critique l'instrumentalisation de saint Augustin par Gérard Collomb.

### «Geloformation»: humour démocritique

#### Un outil
En conclusion d'un long article sur Savoir en rire, Michel Soëtard (U.C.O) écrivait dans le N° 126, daté de 1999, de la Revue française de pédagogie[réf. nécessaire] : Les pédagogues ne furent pas, ils ne sont pas nécessairement ces gens sérieux  (...) leur pratique fut le plus souvent pleine d'humour, inventive, pétillante, paradoxale aussi.Ouvrez le "Poème pédagogique":c'est bourré de clins d'œil, de pirouettes, de clowneries".
Hugues Lethierry pose l'humour « démocritique », s'inspirant du philosophe Démocrite qui riait de l'absence de sagesse de ses contemporains permettrait, du fait du clinamen, afin de penser sa vie avec recul, distance et sourire.
Dans différents continents, des stages ont eu lieu : notamment au Japon au sein des Rencontres internationales des éducateurs Freinet de 1998. On nous encourage ici à « écrire, jouer, dessiner, communiquer, dans l'humour ».

#### Depuis Diogène de Sinope
Ses ouvrages tendent à le montrer ; il faut partir des cyniques grecs. Il insiste sur la figure d'Hipparchia, une des seules femmes philosophes, qui refusait d'être assignée au rouet, faisait l'amour en public et, contre l'avis de ses parents, épousa Cratès (bossu de son état, et dont le disciple Zenon fut l'un des fondateurs du stoïcisme) pour suivre ce « clochard céleste » qui n'est point soluble dans la norme dominante, crache ses mots à la face des puissants et refuse les faire-semblants sociaux. Elle pose la question du genre. On passera  par Rabelais contre les agélastes (ceux qui ignorent le rire) jusqu’à Vladimir Jankélévitch ou Gilles Deleuze eux-mêmes proches d’Henri Bergson et, pour le premier de Søren Kierkegaard.[réf. nécessaire]

#### Jusqu'en 2024-2025
Hugues Lethierry tente de faire place à l’humour dans la résolution des conflits et la pédagogie scolaire. Dans les langues et lettres, comme aussi les sciences.
Ainsi le rire peut-il s’intégrer à l’étude des « rixes du métier ». Il est omniprésent aussi, comme levier pour la réflexion, dans le spectacle vivant (au Festival d'Avignon par exemple),[source insuffisante].
Ses derniers travaux insistent sur le « confinement » des « agélastes »(ennemis du rire) qui portent un masque pour ne pas s'exposer au monde et réduire au minimum leur contact avec les autres.

### Études lefebvriennes et sur Jankelevitch

#### Militantisme
C'est sans doute l’influence au lycée de Jean Bouvier, historien de l’économie, qui peut en partie expliquer l’évolution de l’auteur aujourd’hui qui explique le choix d'auteurs militants.[réf. nécessaire]
Hugues Lethierry s'amuse à parler de militant"isthme", sans doute pour montrer les « passages » qui peuvent naître d'une praxis et des interactions qui lui sont liées. Lethierry définit ainsi le militant :
« Celui qui perpétue la mémoire comme celui qui transmet connaissances informelles, intuition, Métis  (au sens grec de « savoir ruse ») dans les fêtes et les manifestations, les grèves, les négociations, les luttes, les « universités populaires » recrée il y a 15 ans par Michel Onfray » et stages pratiques.

#### Études lefebvriennes
[Interprétation personnelle ?]
En  2009, année du grand retour posthume d’Henri Lefebvre en France, après deux décennies d’oubli, « Penser avec Henri Lefebvre » (Chronique Sociale) est une biographie intellectuelle à nouveaux frais, qui brosse un tour d’horizon des idées et connexions, positives ou négatives (relation, camarade, adversaire, etc.), d’Henri Lefebvre qui inclut plus d’une centaine d’entrées sous la forme de fiches personnalisées. Les questions de l’urbain, de la ville, de la centralité et de l’État y apparaissent, alors qu’elles personnifient de longue date Lefebvre à l’étranger : E.Soja (États-Unis, 1989), José de Souza Martins (Brésil, 1996), A.F.A.Carlos et al. (1999, Brésil), R.Shields (1999, Canada), C.Schmid (2005, Allemagne), A.Merrifield (2006, Grande-Bretagne)... En 2011, l’ouvrage collectif « Sauve qui peut la ville » (Chronique Sociale), accentue ce « tournant spatial » lefebvrien en France. Hugues Lethierry y rassemble une équipe de chercheurs et d’urbanistes, en théorie et en pratique, de divers lieux et générations. Quant à "Maintenant Henri lefebvre", il s'agit pour les auteurs de proposer un "mode de production ecologiste" (A.Ajzenberg) un vocabulaire lefebvrienSelon Andy Merrifield, « Lethierry a fondé une nouvelle école de pensée en France : la french theorie Lefebvre, en faisant pour Lefebvre ce que François Cusset a fait pour Foucault, Derrida, Deleuze and Co ». En 2015, pour « Agir avec Lefebvre », Lethierry constitue une nouvelle équipe qui fait le point sur les études lefebvriennes en France à cette date ; examine de nouvelles connexions historiques ou contemporaines (avec Pascal, Heidegger, Garaudy, Sartre et Clouscard) et fait un tour d’horizon de la place de Lefebvre dans l’espace-monde, notamment aux États-Unis, en Asie et au Brésil.

### Publications

#### Auteur
- Écrire, quelle vie ! : Diogène, Jankélévitch, Lefebvre remuent dans leur tombe, Saint-Jean des Mauvrets/49-Brissac, Petit Pavé, 2022, 180 p. (ISBN 978-2-84712-725-6, présentation en ligne)
- Se (re)former dans l'humour : pour un rire déconfiné !, Petit Pavé, 2020
- Vivre ou philosopher ? Les ciseaux d'Anastasie, Petit Pavé, 2019
- Écrire, publier, diffuser, Éditions L'Harmattan (coll Vivre et l'écrire), 2013
- Penser avec Jankélévitch, Chronique sociale (préface Françoise Schwab), 2012, 176 p. (avec P. Verdeau et A. Peres)
- Penser avec Henri Lefebvre, Chronique sociale (préface Rémi Hess, avant-propos André Tosel), 2009,(314 p.)
- Apprentissages militants Chronique sociale (préface René Mouriaux, avant-propos L.Weber)[38], 2009, (334 p.)
- Des conflits à l'école. Les rixes du métier, Chronique sociale, 2006, (173 p.)
- Écrire la correspondance. Éloge de la lettre. Couverture de Michel Butor, Chronique sociale, (203 p.)
- Écrire pour rire – Oui mais comment ? (préface Jean L'Anselme, avant-propos Michel Tozzi éd. L’Harmattan (150 p.)
- Sauve qui peut les morales. Management à l'école (préface de Jean-Pierre Obin), Aléas, 2001, (200 p.)
- Se former dans l’humour. Murir de rire (préface Jean Houssaye, Chronique sociale, Lyon, 1998, (190 p.), 2e édition, Chronique sociale, Lyon, 2001, 185 p.
- Éducation nouvelle, quelle histoire ! 1re édition, Subervie, 1986. 2e édition, (préface de Albert Jacquard), Delval, Fribourg, 1987, 245 p.

#### Direction d'ouvrages
- Picasso , si ! Une perspective pédagogique et culturelle, préface Gérard Dufaut, Petit pavé, 2024
- Ma fête de l'Huma, préface Gérard Streiff, Petit pavé, 2023
- Le tabou de la mort en éducation, à l'heure de la Covid, Petit pavé, 2021 (2é ed)
- Empédocle : amour/haine. L'homme aux semelles d'airain, L'Harmattan, 2021
- Déconfiner la philo : écrire et penser sous la tente, L'Harmattan , 2021
- 7 familles de sages antiques, des penseurs a vendre, L'Harmattan , 2021
- Le "camarade Collomb", la loi asile et... Saint Augustin, préface Yvon Quiniou, postface Pierre Cours Saliés, Thot, 2019
- Du cynisme ! (Populariser la philo : théâtre, image, polar...), préface de E. Helmer, A.P S. Husson, 204 p), Petit pavé, 2018
- Rire en philo et ailleurs (yes we ricane !), préface de Gérard Mordillat, 194 p., Petit pavé, 2017
- Penser l'humour, préface d'Y. Cusset, Petit pavé (212 p), 2016
- Hipparchia mon amour, avant-propos d'I. Pereira, préface de R. Pfefferkorn, Petit pavé, 194 p., 2015
- Humour et discipline(s) (Murir de rire tome 1), préface de A.M Houdebine, E.P.U, 175 p., 2015
- L'humour outil éducatif (Murir de rire tome 2), préface de G. Roux, 145 p.
- Agir avec Henri Lefebvre, préface de Thierry Paquot, postface de Jean-Pierre Garnier, Chronique sociale, 2015, 180 p.
- Diogène nom d'un chien, préface de Jean-Paul Jouary, avant-propos de Yann Marchand, Petit pavé, 2013, 144 p., 2e ed. 2016
- Agir avec Jankélévitch, préface d'Alexis Philonenko, avant-propos de P.Trotignon, chronique sociale, 2013, 176 p.
- Sauve qui peut la ville, préface de A. Merrifield, avant-propos A. Bihr, l'Harmattan, 2011, 160 p.
- La mort n'est pas au programme. L'éducateur et les questions sensibles, préface de Marcel Conche, L'Harmattan, 2005, (277 p.)
- Parler de la mort et de la vie — Un tabou dans l'éducation, préface De François Dagognet, avant-propos B. Poucet, Nathan, 2004  (217 p.)
- Potentialités de l’humour. Vers la « géloformation », préface Gaston Mialaret, L’Harmattan, 2002, 135 p.
- Rire en toutes lettres, préface de Patrick Boumard, Septentrion, Lille, 2001, 185 p.
- Savoir(s) en rire (3 tomes), De Boëck, Louvain, 1996 :
  - Un gai savoir. Vérité et sévérité (t. 1), préface de Philippe Meirieu), 225 p.,
  - L’humour maître. Didactique et zygomatique (t. 2), préface de André Giordan, avant-propos Robert Escarpit, 260 p.
  - Rire à l’école. Expériences tout terrain (t. 3), préface de André de Peretti, 245 p.
- Feu les écoles normales (et les IUFM ?), préface de Francine Best, L’Harmattan, Paris, 1994, 450 p.
- Éducation nouvelle , quelle histoire!, preface d'Albert Jacquard, 2e ed Delval, Fribourg (Suisse), 240 p.

#### Ouvrage en collaboration
- Maintenant Henri Lefebvre : renaissance de la pensée critique (L. Bazinek, A. Ajzenberg), l'Harmattan, 2011 (214 p), préface de Michael Löwy

#### Avant-Propos (A.P)
- A.P a J.Y Martin pour "Mobilisations populaires au Brésil", Petit pavé, 2016
- A.P a E. Moulron  pour "Petit traité de savoir rire en attendant la mort" Petit pavé, 2017